# Pseudorabdion sarasinorum
Espèce
Synonymes
- Agrophis sarasinorum Müller, 1895

Pseudorabdion sarasinorum  est une espèce de serpents de la famille des Colubridae.

## Répartition
Cette espèce est endémique de Sulawesi en Indonésie.

## Étymologie
Cette espèce est nommée en l'honneur de Paul Benedict Sarasin et de son cousin Karl Friedrich Sarasin.

## Publication originale
- Müller, 1895 : Reptilien und Amphibien aus Celebes. (II. Bericht). Verhandlungen der Naturforschenden Gesellschaft in Basel, vol. 10, p. 862-869 (texte intégral).